# Saki (Majdan Wielki)
Saki – część wsi Majdan Wielki w Polsce, położona w województwie lubelskim, w powiecie zamojskim, w gminie Krasnobród.
W latach 1975–1998 Saki administracyjnie należały do województwa zamojskiego.